# Paróquia de São José Operário (Macau)
A Paróquia de São José Operário é uma paróquia da Diocese de Macau. A sua igreja matriz, fundada em 1998 e localizada na Freguesia de Nossa Senhora de Fátima, é a Igreja de São José Operário.

## História
A Paróquia de São José Operário foi erigida no dia 1 de Julho de 2019, a partir da Quase-Paróquia de São José Operário. Esta quase-paróquia foi fundada no ano de 2000, para servir uma parte da comunidade católica que a Paróquia de Nossa Senhora de Fátima não conseguiu servir devidamente, principalmente a comunidade católica em Iao Hon. Confiada aos Missionários Combonianos, pretendeu-se também com a sua criação o aumento da actividade pastoral e evangélica da Igreja Católica na área de Iao Hon, que se situa no norte da Península de Macau. Esta zona possui uma alta densidade populacional e é habitada maioritariamente por trabalhadores e imigrantes pobres da China continental.